# Caserma Antonio Baldissera

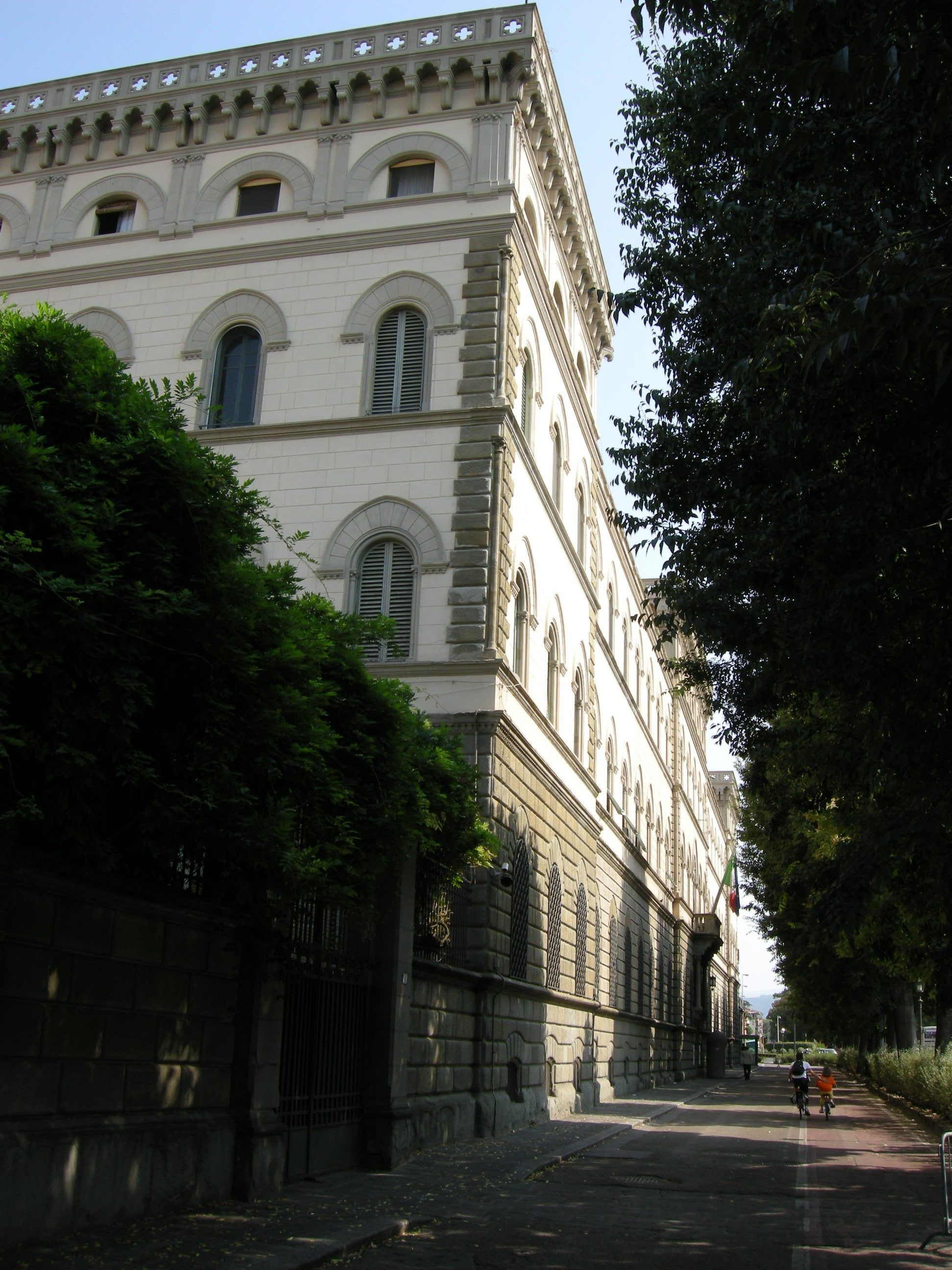
Facciata

La caserma Antonio Baldissera si trova a Firenze sul Lungarno Pecori Giraldi 4. La zona militare occupa un ampio isolato tra i viali di Circonvallazione e l'Arno, tra il viale della Giovine Italia, viale Duca degli Abruzzi, viale Giovanni Amendola e il lungarno. La caserma è sede del Comando regione carabinieri Toscana ed appartiene al demanio militare.

## Storia
Fino alla metà dell'Ottocento questa zona a ridosso delle mura cittadine era occupata da mulini, filande e bagni pubblici, oltre agli edifici che ospitavano la Zecca Reale. Dal 1835 vi si trovava il nuovo ponte San Niccolò, che sostituiva il precedente ponte Reale, iniziato nel 1317 e mai terminato.
Con i lavori di sistemazione dei viali e dei lungarni diretti da Giuseppe Poggi per Firenze Capitale, nella zona venne previsto un grande parterre verde, con bagni pubblici, stabilimenti sportivi e ricreativi, come esistevano in altre città europee, da ospitarsi in un edificio posto dal lato del lungarno a fare da quinta scenografica al grande spazio a giardino.

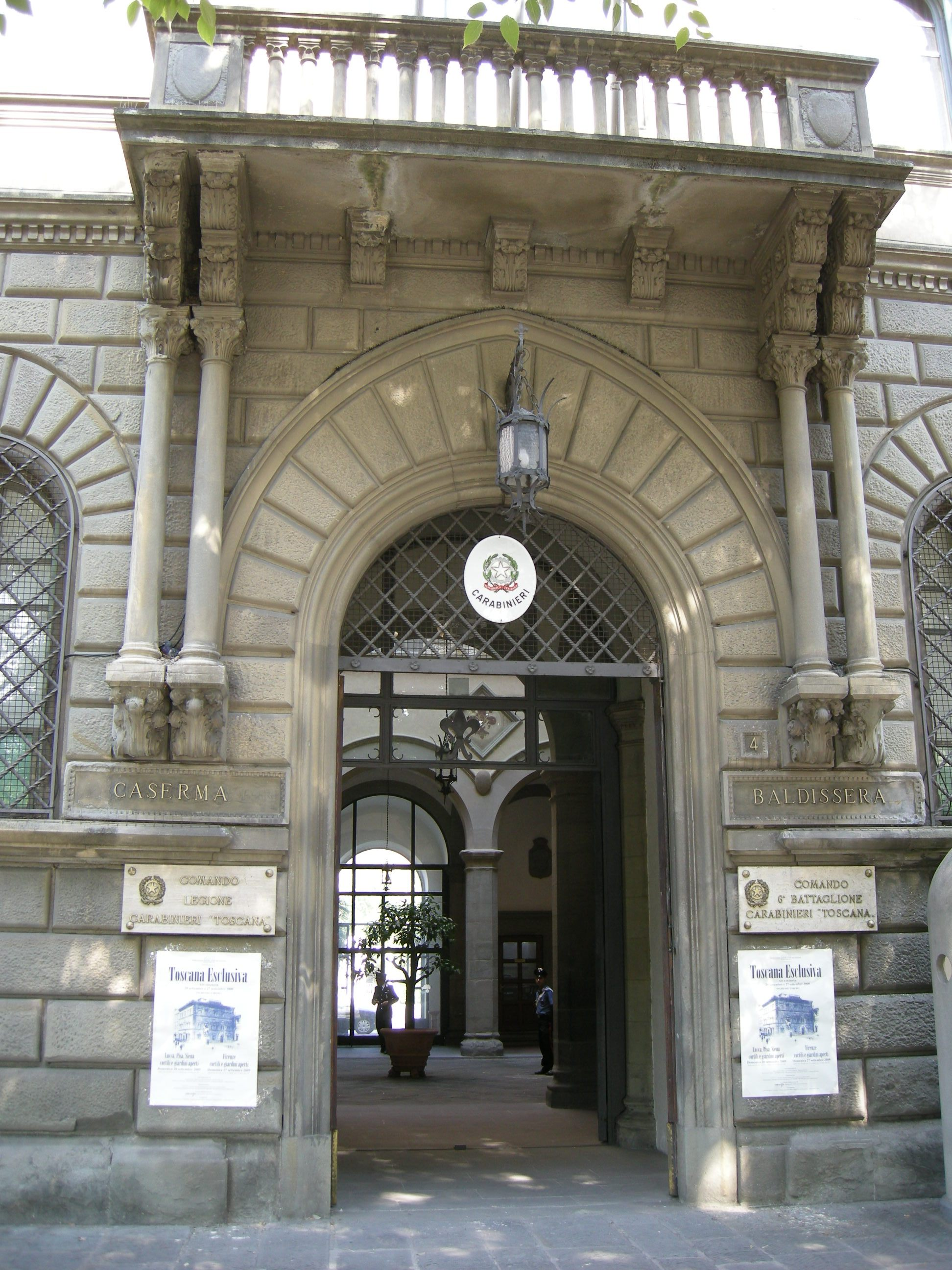
Il portale

Tuttavia, nel tentativo di risolvere la complessa questione della collocazione di una caserma di cavalleria prossima al centro della città, il comune optò nel 1881 per sacrificare la zona verde a favore dell'insediamento militare, cedendo gratuitamente all'amministrazione militare tutta la grande area tra il lungarno e piazza Cesare Beccaria (compreso quindi anche il lotto sul quale attualmente insiste l'Archivio di Stato), e questo sulla base di varie considerazioni che tra l'altro tenevano di conto della parallela restituzione all'Istituto di Studi Superiori degli ambienti già destinati alle Scuderie di San Marco. Il cantiere, aperto nel 1894 (forse su progetto di un non meglio identificato ingegnere e capitano del Genio militare Cecchi) portò alla realizzazione di un primo edificio che consentì già nel 1897 di ospitare l'8º Reggimento "Lancieri di Montebello". Successivamente si stabilirono nel complesso il 5º Reggimento "Lancieri di Novara" e il 3° Savoia Cavalleria.
Per quanto le vicende relative a questi anni non appaiano del tutto chiarite, l'attuale fabbrica che prospetta sul lungarno Pecori Giraldi dovrebbe tuttavia essere frutto di un cantiere successivo, chiuso nel 1909 (come correttamente riportato nel repertorio di Bargellini e Guarnieri) e presumibilmente riconducibile a un progetto dell'architetto Oreste Leoncini, generale del Genio militare. Nello stesso 1909 si stabilì nella struttura il Reggimento "Cavalleggeri di Alessandria" (14º) e dal 1920 un Reggimento misto di Artiglieria. Quest'ultimo insediamento coincise con la nuova denominazione della caserma, intitolata al generale Antonio Baldissera, morto a Firenze nel 1917.
Dal 1945 la struttura fu destinata prima alla 5ª Brigata carabinieri e al 6º Battaglione carabinieri "Toscana" quindi, con la soppressione della brigata nel 1992, divenne sede del Comando regione carabinieri Toscana che ancora occupa l'edificio.
Cantieri di restauro si sono avuti nel 1988-1989 e ancora tra il 1996 e il 1998.

## Descrizione

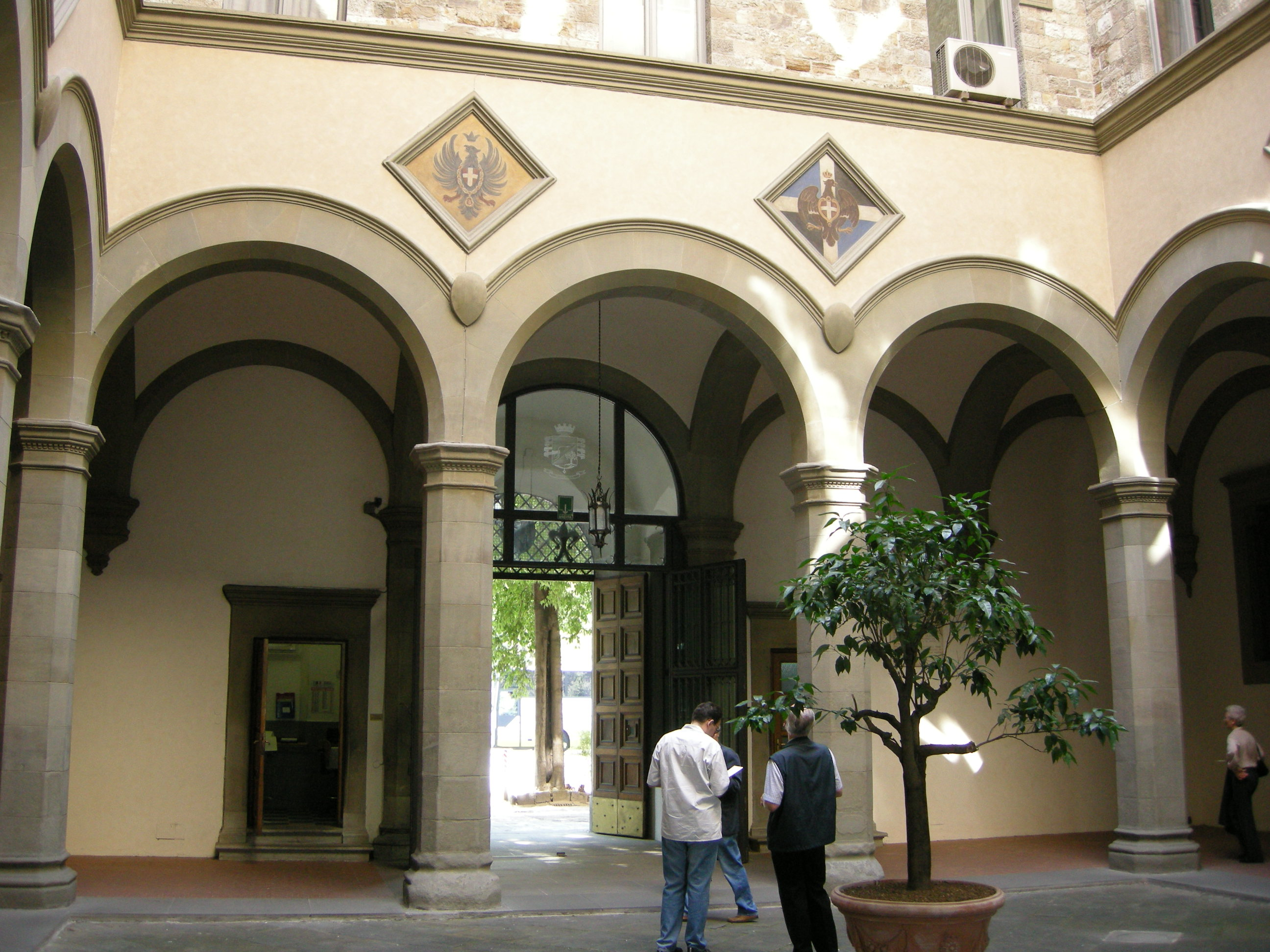
Il cortile

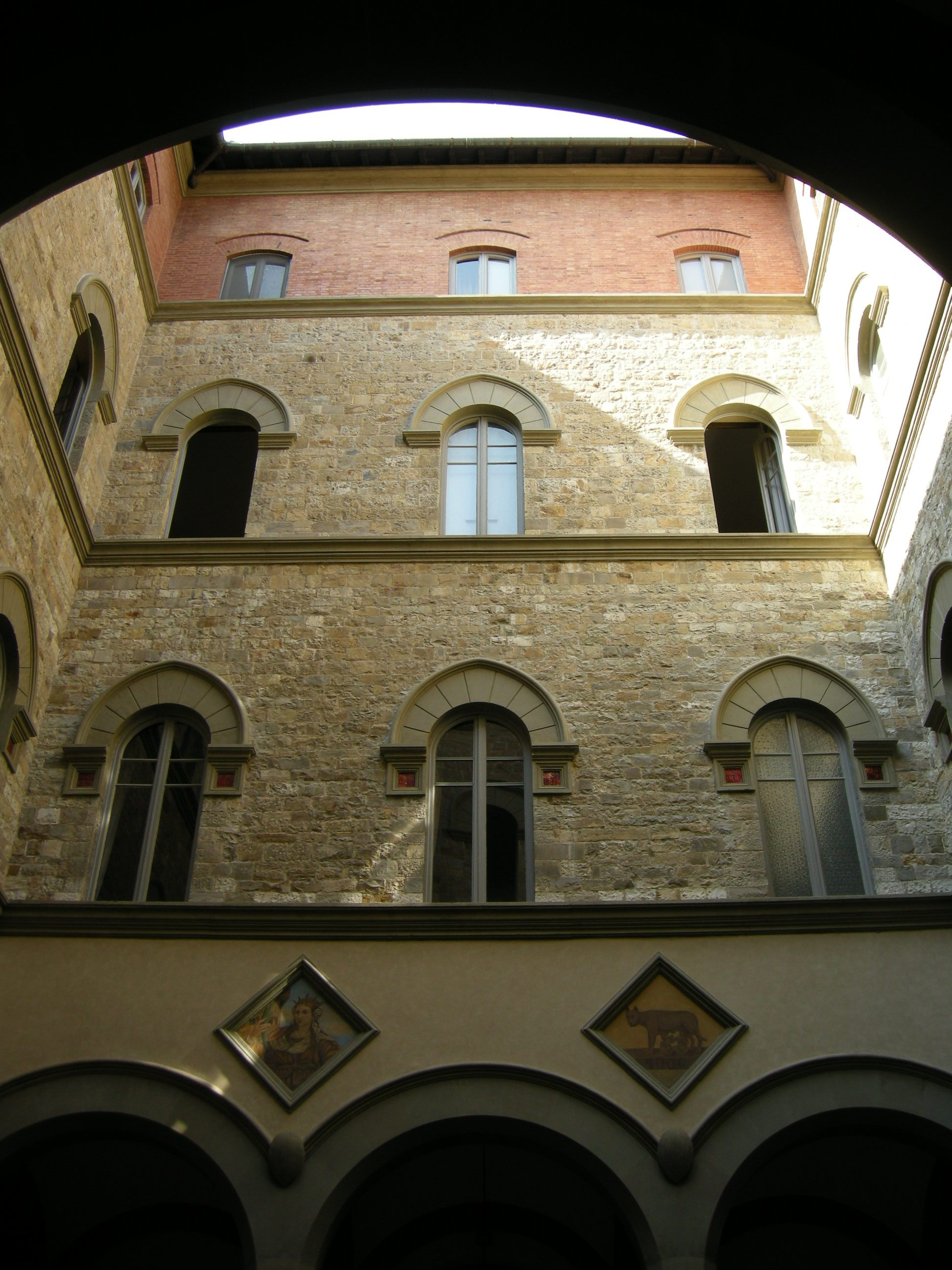
Il cortile

Il vasto edificio principale venne progettato dall'architetto Cecchi, che si ispirò a un gusto neomedievale allora in voga, con un aspetto simile a un fortilizio che venne ritenuto adeguato all'uso militare.
Il complesso, chiuso all'esterno da un alto muro di cinta che determina un'ampia isola di forma trapezoidale tra il viale Giovane Italia e il viale Giovanni Amedola, vede al centro una piazza originariamente destinata a maneggio, a fregio della quale si dispongono vari edifici isolati, un tempo destinati a scuderie, pagliere, mascalcia, e via dicendo, con dal lato del viale Duca degli Abruzzi quello che tra gli annessi appare la costruzione di maggior interesse, originariamente cavallerizza coperta.
L'edificio principale, emergente anche per lo sviluppo in altezza, è un grande fabbricato che prospetta sul lungarno Pecori Giraldi, organizzato attorno a tre corti interne e segnato da elementi di gusto neomedioevale, evidentemente pensati come consoni ad un edificio militare nel loro rimandare a un'età di fortilizi, e tuttavia trattati in forme oltremodo correnti e riassuntive, comunque estranee alla tradizione locale.
Caratterizzano fortemente il prospetto tre corpi in soprelevazione rispetto al corpo centrale, posti uno al centro e due dai lati, di modo che - anche per l'altezza di questi che si pone in evidente allineamento con quella della vicina torre della Zecca Vecchia - si è portati a leggere la facciata al pari di un castello turrito. Il coronamento è arricchito da un parapetto segnato da una successione di formelle trilobate a straforo, che si sono dette ispirate a quelle che segnano la Loggia de' Lanzi, ma che in realtà appaiono già in progetti di fabbriche militari degli anni ottanta del tenente colonnello Giovanni Castellazzi, la cui opera appare il più diretto riferimento per il nostro edificio.
Sempre sul lato che guarda all'Arno si trova il portale principale, con un protiro che regge un balcone tramite pilastri e colonne corinzie. Dall'androne voltato si accede al cortile di forma quadrata, scandito da arcate a tutto sesto su pilastri a fascia con capitelli a foglia d'acqua, desunti dall'architettura trecentesca fiorentina. Sugli affacci interni dei piani superiori si trovano vari stemmi di reggimenti di forma romboidale, che ricordano alcuni gloriosi reggimenti italiani. I portici del cortile sono decorati da numerose lapidi, che ricordano alcuni militari illustri ed i momenti più significativi della vita della caserma.
Sul retro si trova una vasta piazza d'armi, invisibile dall'esterno per gli edifici che la circondato, dove un tempo erano ospitate le scuderie, le paglierie ed i maneggi per i cavalli.

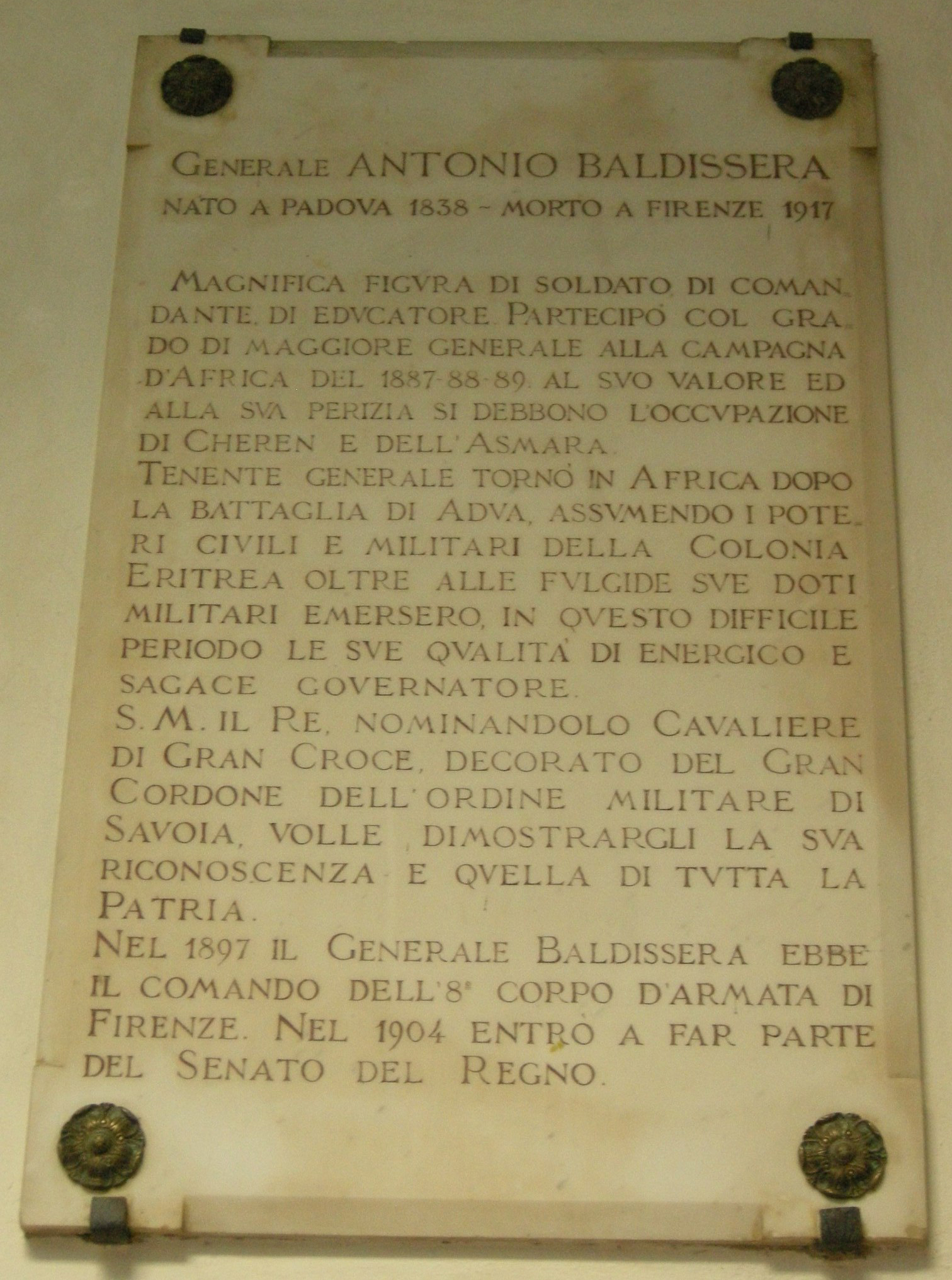
Lapide ad Antonio Baldissera, che ne riassume la biografia, 1917 circa
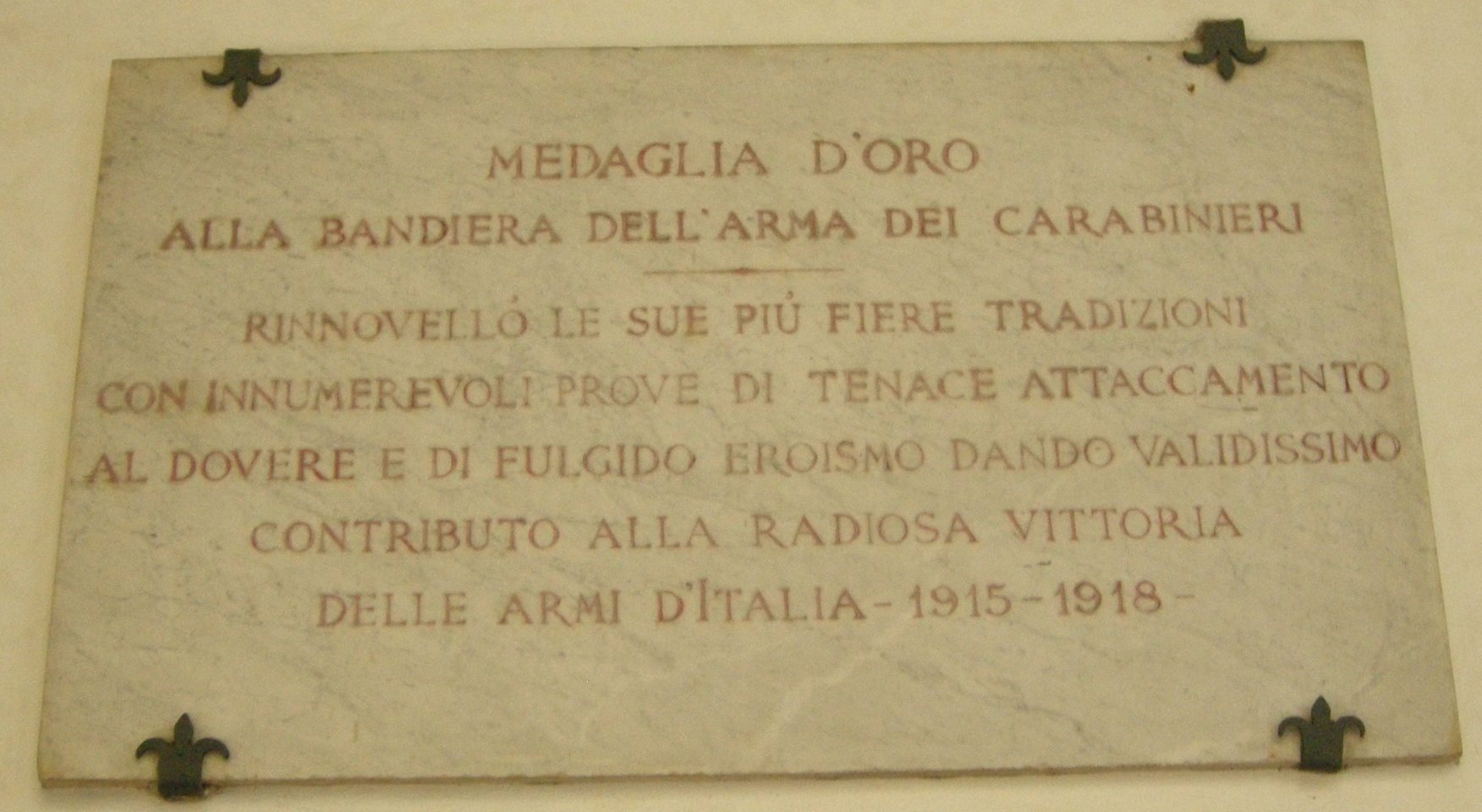
Lapide alla medaglia d'oro alla bandiera dell'Arma dei Carabinieri, 1920
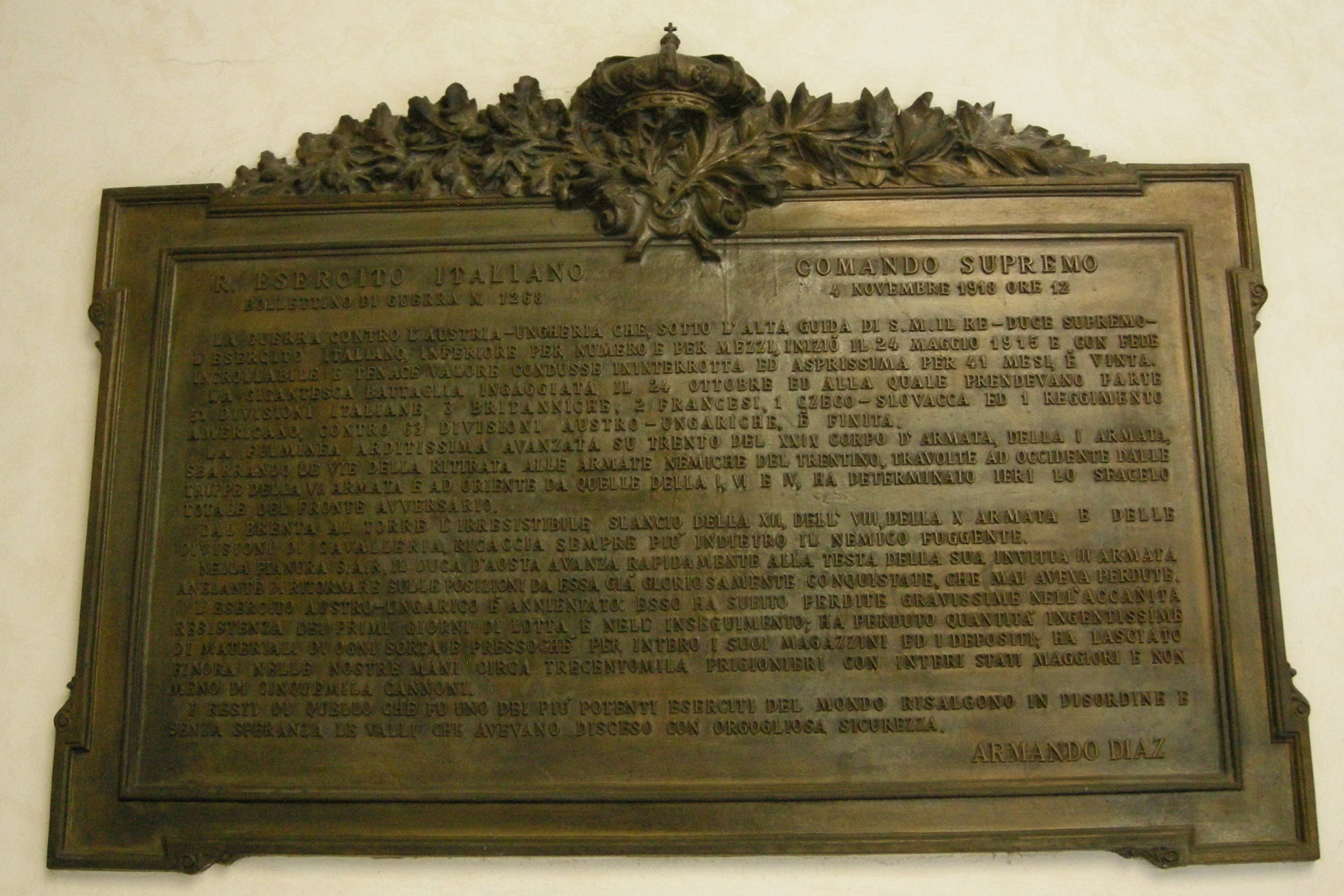
Bollettino della Vittoria, anni 1920
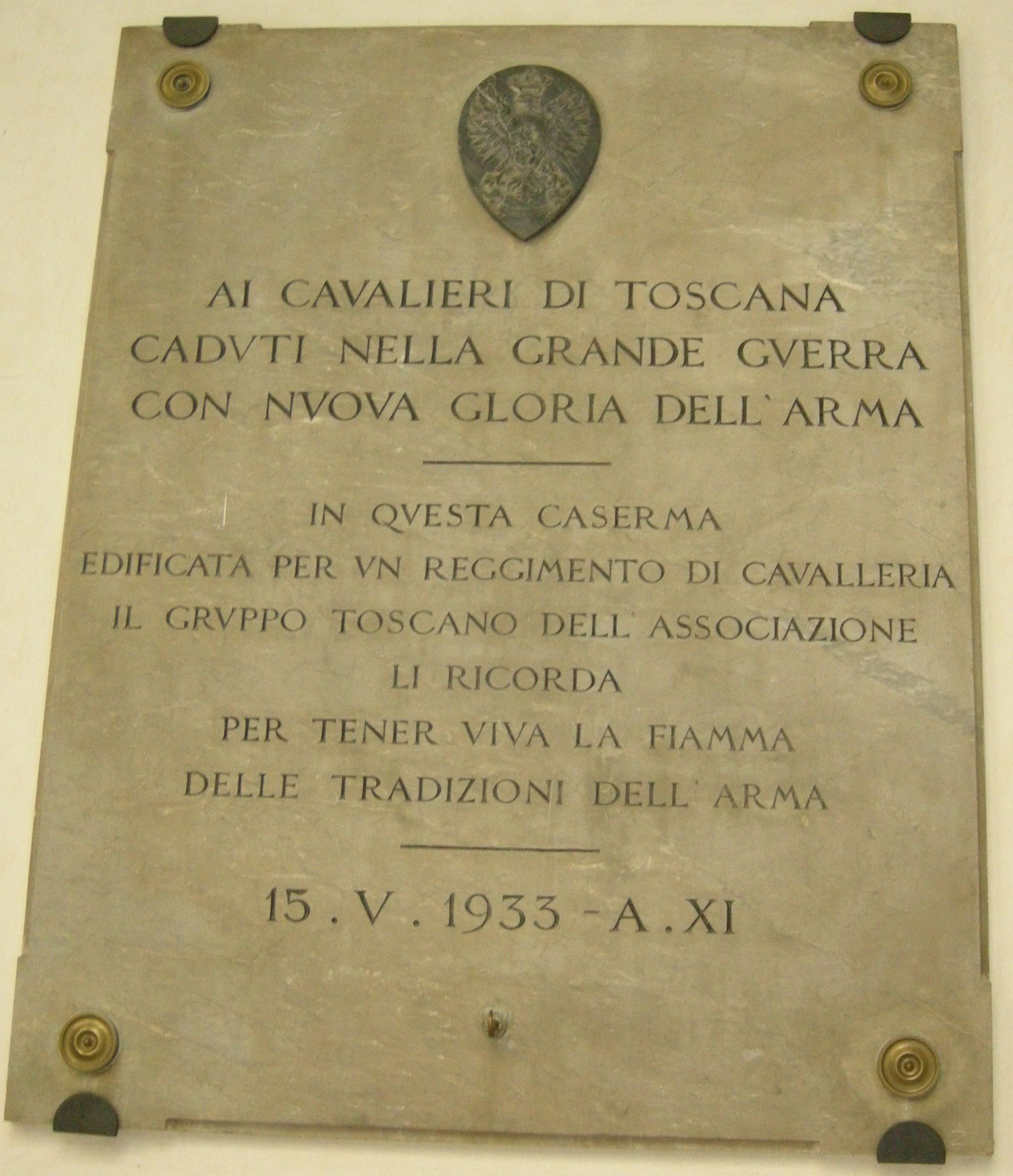
Lapide ai Cavalieri di Toscana caduti nella Grande Guerra, 1933
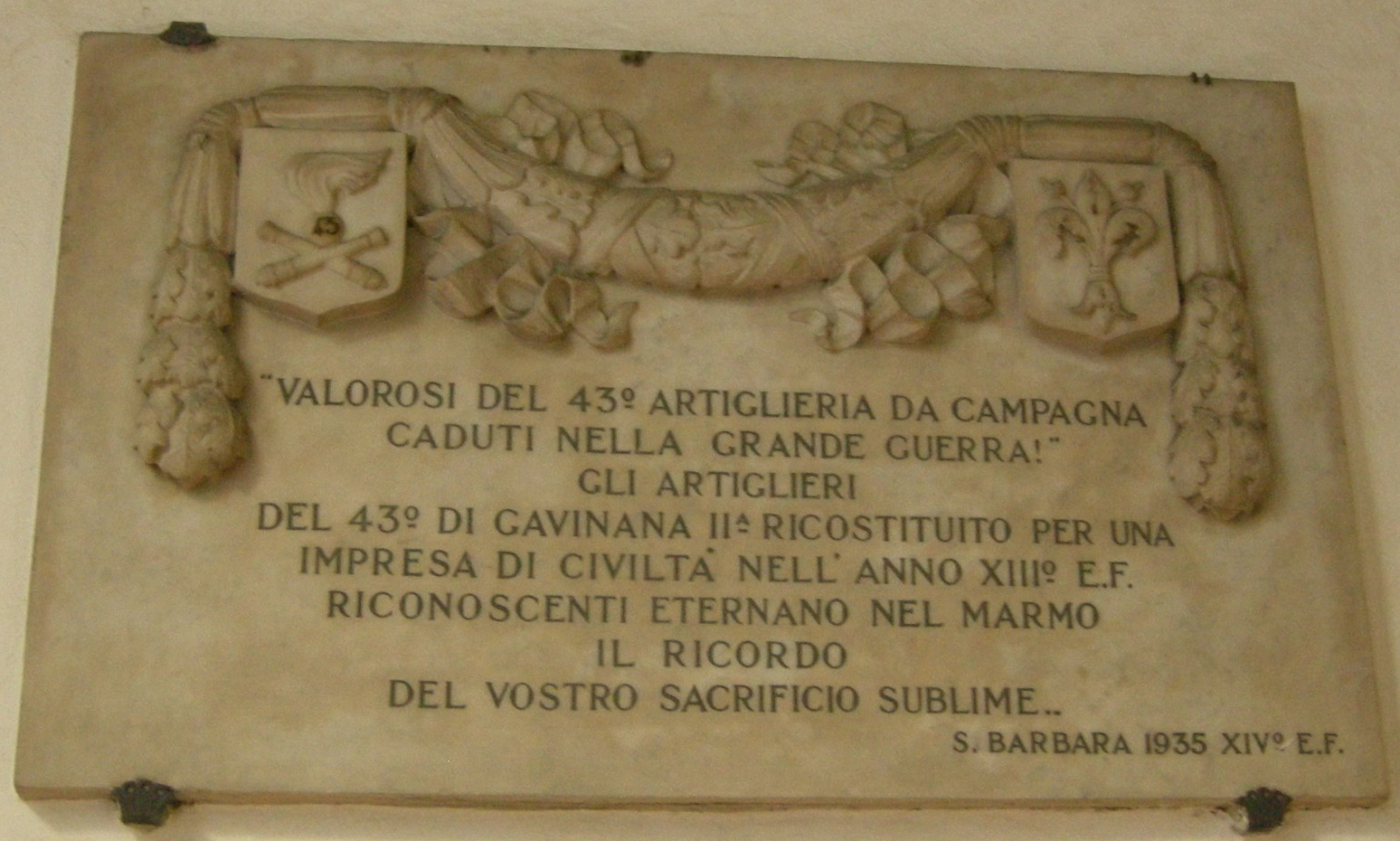
Lapide al 43º Reggimento Artiglieria "Gavinana", 1935
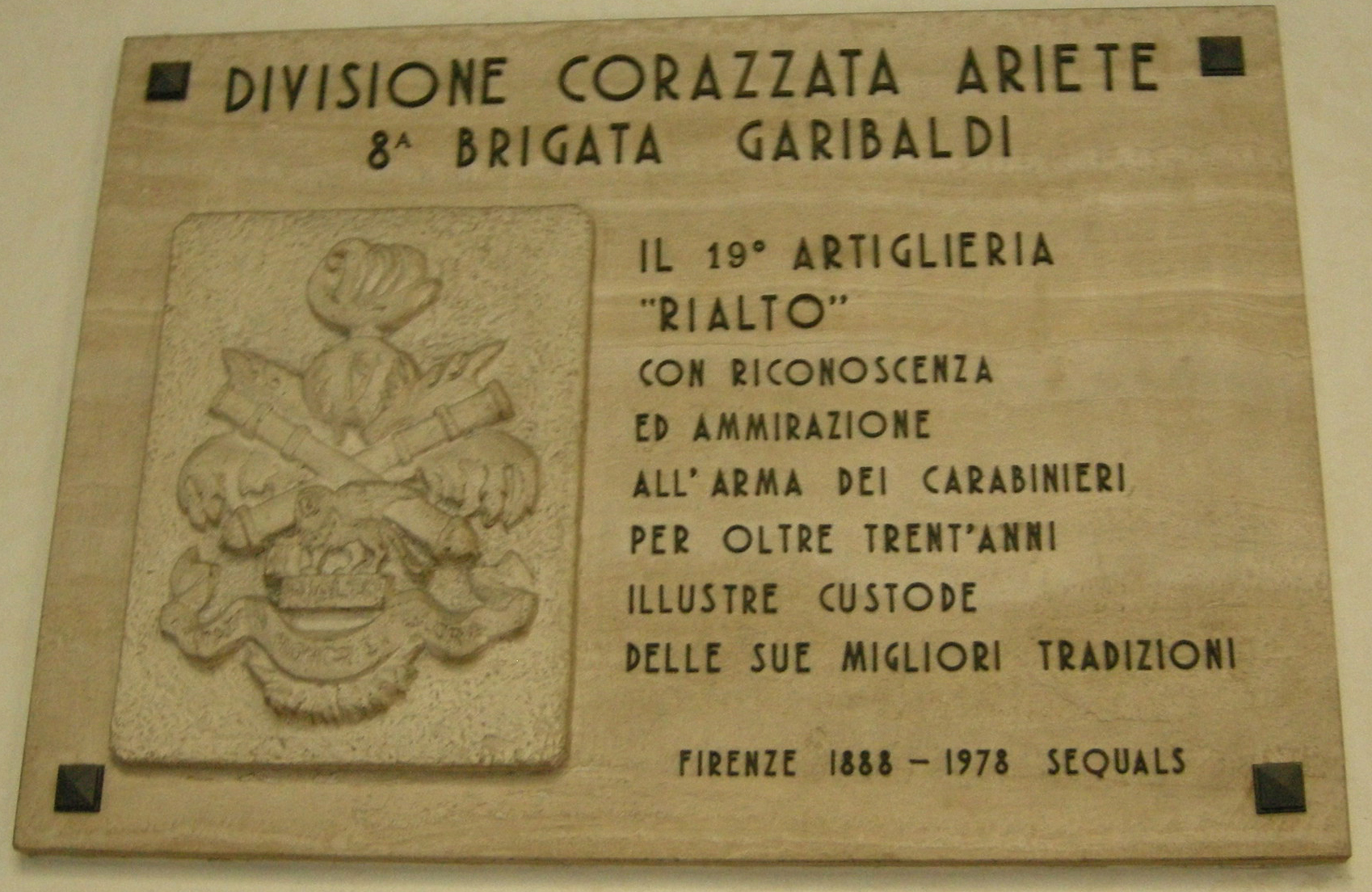
Lapide all'8ª Brigata Garibaldi e al 19º Reggimento Artiglieria "Rialto", 1978
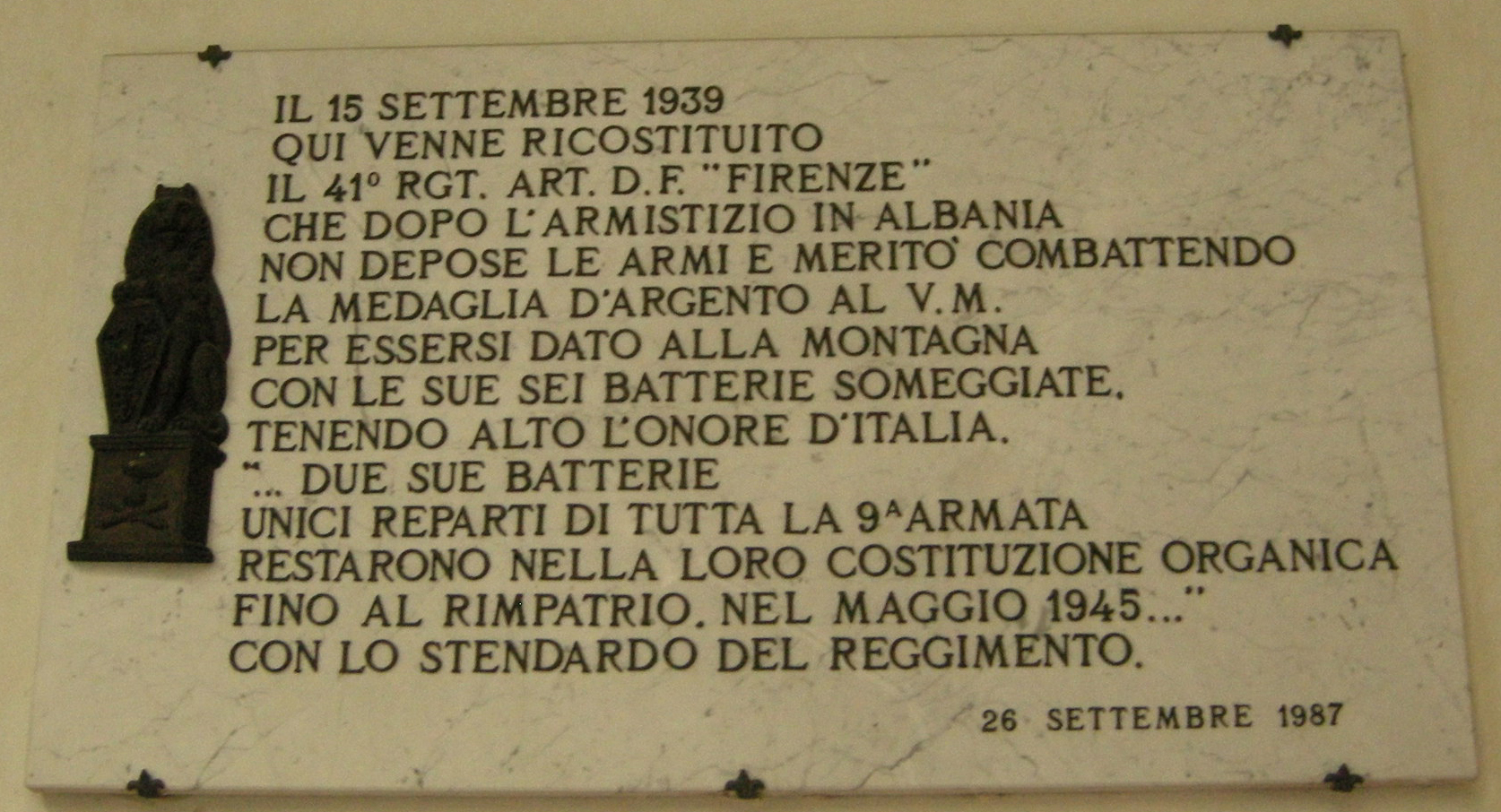
Lapide al 41º Reggimento Artiglieria "Firenze", 1987